# Grupo de Monitoramento da Comunidade Econômica dos Estados da África Ocidental

Mapa dos membros do ECOMOG a partir de 2005.

O Grupo de Monitoramento da Comunidade Econômica dos Estados da África Ocidental (em inglês:  Economic Community of West African States Monitoring Group), ECOMOG, ou Brigada de Supervisão de cessar-fogo da CEDEAO (em francês:  Brigade de surveillance du cessez-le-feu de la CEDEAO), também chamado de "Capacetes Brancos", em referência aos capacetes azuis da ONU, é uma força armada multilateral da África Ocidental criada pela Comunidade Econômica dos Estados da África Ocidental (CEDEAO). Destina-se originalmente a fazer cumprir o cessar-fogo assinado nos países membros da CEDEAO.

## Intervenções

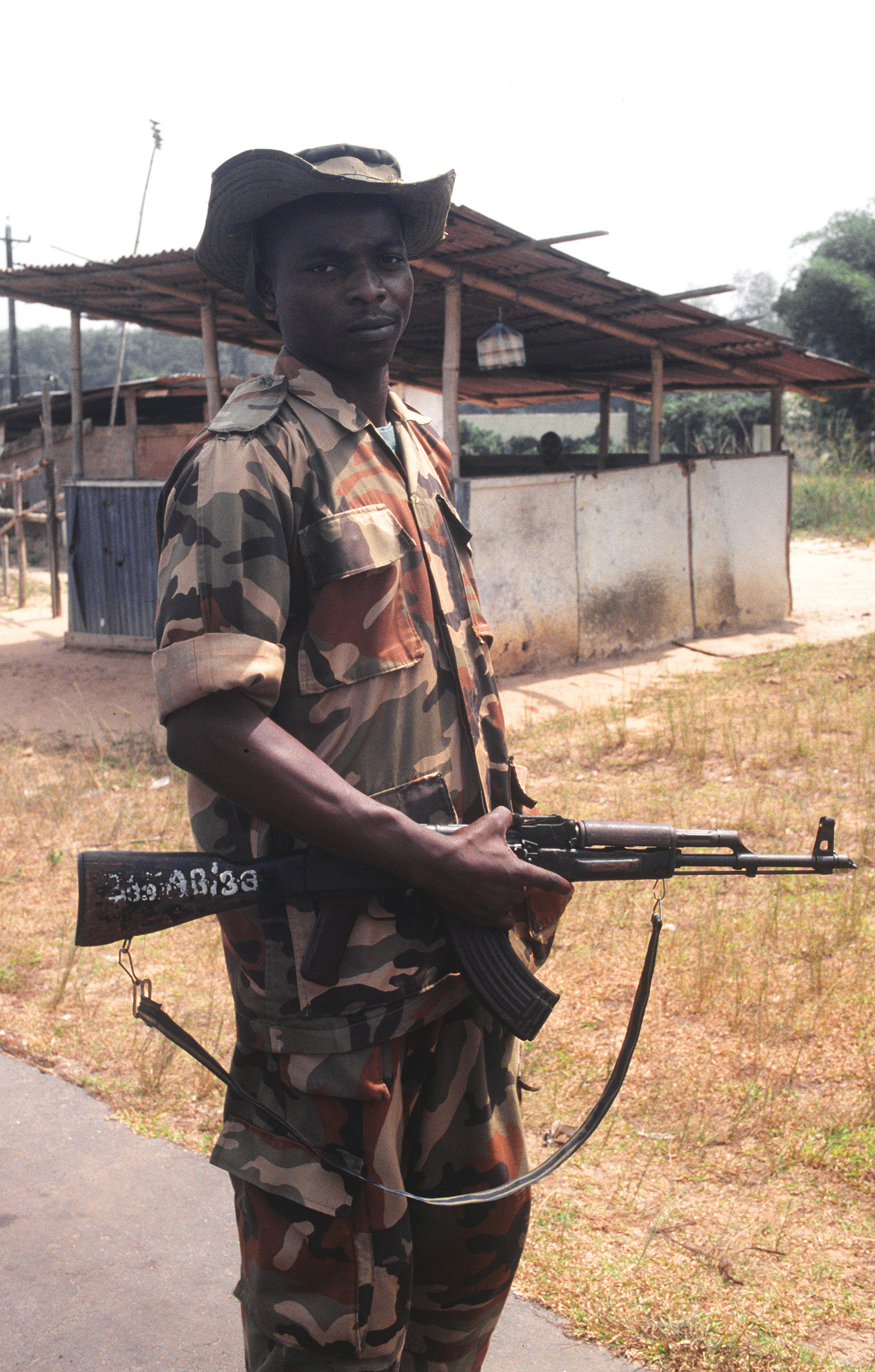
Um militar nigeriano da ECOMOG.

O ECOMOG interveio nos seguintes países durante conflitos armados na África Ocidental:
- Libéria: Primeira Guerra Civil da Libéria e Segunda Guerra Civil da Libéria
- Serra Leoa: Guerra Civil da Serra Leoa
- Guiné-Bissau: Guerra Civil na Guiné-Bissau e Golpe de Estado na Guiné-Bissau em 2012
- Costa do Marfim: Primeira Guerra Civil da Costa do Marfim
- Mali: Conflito no norte do Mali
- Gâmbia: Intervenção militar na Gâmbia em 2017